# Jean-Marie Serreau
Pour les articles homonymes, voir Serreau.
Jean-Marie Serreau est un comédien et metteur en scène français de théâtre, né le 28 avril 1915 à Poitiers et mort le 22 mai 1973 à Clichy. Il fut élève de Charles Dullin.

## Biographie
Né à Poitiers en 1915, Jean-Marie Serreau est architecte de formation. Il crée et dirige le théâtre de Babylone à Paris dans les années 1950, puis fonde le théâtre de la Tempête à La Cartoucherie de Vincennes en 1971. Il monte les pièces de dramaturges d'avant-garde, comme Beckett, Genet et Ionesco, ainsi que des œuvres de Kateb Yacine et Aimé Césaire. Il met également en scène L'Otage puis Le Pain dur de Paul Claudel, en 1968 et 1969, à la Comédie-Française. Il est un des premiers metteurs en scène français à élargir, par des apports audiovisuels, le cadre de ses spectacles sur planche,,.
Il est d’abord l'époux de Geneviève Serreau, auteure et metteuse en scène, et le père de Dominique, Coline et Nicolas Serreau. Sa dernière femme est Danielle Van Bercheycke avec qui il a deux filles, Raphaele et Kaloussai Serreau. Il meurt à Paris en 1973, au terme d'une longue maladie.
Un documentaire réalisé par Alexandre Hilaire lui est consacré en 2015 : intitulé Jean-Marie Serreau, découvreur de théâtres, le film s'attarde sur ses collaborations avec Aimé Césaire et Kateb Yacine ; y apparaissent notamment Coline Serreau, Michael Lonsdale et Edgar Morin. Une rétrospective Serreau a eu lieu en 2021-2022, à l'occasion d'installations au Théâtre de la Tempête et à la Comédie-Française.

## Théâtre

### Comédien
- 1938 : La Jalousie du Barbouillé de Molière, mise en scène Jean-Marie Serreau, tournée en Béarn
- 1943 : Monsieur de Pourceaugnac de Molière, mise en scène Charles Dullin, théâtre de la Cité (figurant)
- 1945 : Le Faiseur d'Honoré de Balzac, mise en scène Charles Dullin, théâtre de la Cité
- 1946 : La Femme silencieuse de Marcel Achard d’après Ben Jonson, mise en scène Jean-Marie Serreau, tournée en Allemagne
- 1947 : Le Procès de Franz Kafka, adaptation André Gide, mise en scène Jean-Louis Barrault, théâtre Marigny
- 1947 : Androclès et le Lion de George Bernard Shaw, mise en scène Christine Tsingos, théâtre de la Gaîté-Montparnasse
- 1948 : Le Portefeuille d'Octave Mirbeau, mise en scène Christine Tsingos, théâtre de la Gaîté-Montparnasse
- 1949 : George Dandin de Molière, mise en scène Jean-Marie Serreau et François Vibert, les tournées en France et en Allemagne de l'Ouest [6], M de Sottenville
- 1949 : Le Bossu de Paul Féval et Anicet Bourgeois, mise en scène Jean-Louis Barrault, théâtre Marigny
- 1950 : L'Exception et la Règle de Bertolt Brecht, mise en scène Jean-Marie Serreau, Poche Montparnasse
- 1950 : Le Gardien du tombeau de Franz Kafka, mise en scène Jean-Marie Serreau, Poche Montparnasse
- 1952 : La Jarre de Luigi Pirandello, mise en scène Jacques Mauclair, théâtre de Babylone
- 1952 : Spartacus de Max Aldebert, mise en scène Jean-Marie Serreau, théâtre de Babylone
- 1952 : Méfie-toi, Giacomino de Luigi Pirandello, mise en scène Jacques Mauclair, théâtre de Babylone
- 1952 : Cecè de Luigi Pirandello, mise en scène Jacques Mauclair, théâtre de Babylone
- 1952 : La Maison brûlée d'August Strindberg, mise en scène Frank Sundström, théâtre de Babylone
- 1953 : Si Camille me voyait de Roland Dubillard, mise en scène Jean-Marie Serreau, théâtre de Babylone
- 1953 : Tous contre tous d'Arthur Adamov, mise en scène Jean-Marie Serreau, théâtre de Babylone
- 1954 : Bellavita de Luigi Pirandello, mise en scène Jean-Marie Serreau, théâtre Marigny
- 1954 : Homme pour homme de Bertolt Brecht, mise en scène Jean-Marie Serreau, théâtre des Célestins, théâtre de l'Œuvre
- 1956 : Chaud et froid de Fernand Crommelynck, mise en scène de l'auteur, théâtre de l'Œuvre
- 1956 : Le Paria d'August Strindberg, mise en scène Michel Etcheverry, théâtre de l'Œuvre
- 1956 : Les Bas-fonds de Maxime Gorki, mise en scène Sacha Pitoëff, théâtre de l'Œuvre
- 1958 : Lorsque cinq ans seront passés de Federico García Lorca, mise en scène Guy Suarès, théâtre Récamier
- 1959 : Tueur sans gages d'Eugène Ionesco, mise en scène José Quaglio, théâtre Récamier
- 1960 : Barrage contre le Pacifique de Marguerite Duras, adaptation Geneviève Serreau, mise en scène Jean-Marie Serreau, Studio des Champs-Élysées
- 1960 : Biedermann et les incendiaires de Max Frisch, mise en scène Jean-Marie Serreau, théâtre de Lutèce
- 1961 : Amédée ou Comment s'en débarrasser d'Eugène Ionesco, mise en scène Jean-Marie Serreau, Odéon-théâtre de France
- 1962 : Le Tableau d'Eugène Ionesco, mise en scène Jean-Marie Serreau, théâtre de l'Œuvre
- 1962 : L'avenir est dans les œufs ou il faut de tout pour faire un monde d'Eugène Ionesco, mise en scène Jean-Marie Serreau, théâtre de la Gaîté-Montparnasse
- 1962 : Le Tableau d'Eugène Ionesco, mise en scène Jean-Marie Serreau, théâtre de l'Œuvre
- 1962 : Biedermann et les incendiaires de Max Frisch, mise en scène Jean-Marie Serreau, théâtre Récamier
- 1963 : L'avenir est dans les œufs ou il faut de tout pour faire un monde d'Eugène Ionesco, mise en scène Jean-Marie Serreau, théâtre de l'Ambigu
- 1963 : Amédée ou Comment s'en débarrasser d'Eugène Ionesco, mise en scène Jean-Marie Serreau, théâtre de l'Ambigu
- 1963 : La Femme sauvage ou Le Cadavre encerclé de Kateb Yacine, mise en scène Jean-Marie Serreau, théâtre Récamier
- 1963 : Si Camille n'était conté de Roland Dubillard, mise en scène Jean-Marie Serreau, théâtre de Lutèce
- 1965 : La Tragédie du roi Christophe d'Aimé Césaire, mise en scène Jean-Marie Serreau, Odéon-théâtre de France
- 1966 : Eris de Lee Falk, mise en scène Georges Vitaly, théâtre La Bruyère
- 1966 : Mêlées et démêlées d'Eugène Ionesco, mise en scène Georges Vitaly, théâtre La Bruyère
- 1967 : Une saison au Congo d'Aimé Césaire, mise en scène Jean-Marie Serreau, théâtre de l'Est parisien
- 1970 : La Mort de Bessie Smith d'Edward Albee, mise en scène Jean-Marie Serreau

### Metteur en scène
- 1938 : L’Impromptu de Barbe Bleu de Pierre Barbier[7], tournée en Béarn
- 1938 : La Jalousie du Barbouillé de Molière, tournée en Béarn
- 1946 : Le Marchand d'étoiles de Geneviève Serreau, théâtre des Bouffes-du-Nord
- 1946 : La Femme silencieuse de Marcel Achard d’après Ben Jonson, tournée en Allemagne
- 1947 : Farce enfantine de la tête du Dragon de Ramón María del Valle-Inclán, tournée
- 1947 : L'Exception et la Règle de Bertolt Brecht, théâtre des Noctambules
- 1948 : L'Auberge Pleine de Jean Variot tournée
- 1948 : Le Paquebot Tenacity de Charles Vildrac, tournée
- 1949 : George Dandin de Molière, avec François Vibert, décors François Ganeau, les tournées en France et en Allemagne de l'Ouest[6]
- 1950 : L'Exception et la Règle de Bertolt Brecht, Poche Montparnasse
- 1950 : Le Gardien du tombeau de Franz Kafka, Poche Montparnasse
- 1950 : Le Roi Cerf de Carlo Gozzi, tournée
- 1950 : La Grande et la Petite Manœuvre d'Arthur Adamov, théâtre des Noctambules
- 1952 : Spartacus de Max Aldebert, théâtre de Babylone
- 1952 : La Maison brûlée d'August Strindberg, théâtre de Babylone
- 1953 : Tous contre tous d'Arthur Adamov, théâtre de Babylone
- 1953 : La Rose des vents de Charles Spaak, théâtre de Babylone
- 1953 : L'Incendie à l'Opéra de Georges Kaiser, théâtre de Babylone
- 1953 : Si Camille me voyait de Roland Dubillard, théâtre de Babylone
- 1954 : Bellavita de Luigi Pirandello, théâtre Marigny
- 1954 : Amédée ou Comment s'en débarrasser d'Eugène Ionesco, théâtre de Babylone
- 1954 : Homme pour homme de Bertolt Brecht, théâtre des Célestins, théâtre de l'Œuvre
- 1955 : Un mari idéal d'Oscar Wilde, théâtre de l'Œuvre
- 1956 : Hommage à Brecht de Geneviève Serreau et Antoine Vitez, théâtre de l'Alliance française
- 1957 : Amédée ou Comment s'en débarrasser d'Eugène Ionesco, théâtre de l'Alliance française
- 1957 : Les Coréens de Michel Vinaver, théâtre de l'Alliance française
- 1958 : Le Cadavre encerclé de Kateb Yacine, théâtre de Lutèce
- 1959 : Pique-nique en campagne de Fernando Arrabal, théâtre de Lutèce
- 1960 : Barrage contre le Pacifique de Marguerite Duras, adaptation Geneviève Serreau, Studio des Champs-Élysées
- 1960 : Hommage à Paul Éluard, théâtre de l'Ambigu
- 1960 : Biedermann et les incendiaires de Max Frisch, théâtre de Lutèce
- 1961 : La Rouille de Carlos Semprún, théâtre de l'Alliance française
- 1961 : Les Bonnes de Jean Genet, Odéon-théâtre de France
- 1961 : Amédée ou Comment s'en débarrasser d'Eugène Ionesco, Odéon-théâtre de France
- 1962 : Tilt de Philippe Curval, théâtre Récamier
- 1962 : Gilda appelle Mae-West de Michel Parent, 9e Festival des Nuits de Bourgogne Dijon
- 1962 : Le Tableau d'Eugène Ionesco, théâtre de l'Œuvre, théâtre de la Gaîté-Montparnasse
- 1962 : Les Bonnes de Jean Genet, théâtre de l'Œuvre
- 1962 : Amédée ou Comment s'en débarrasser d'Eugène Ionesco, théâtre de la Gaîté-Montparnasse
- 1962 : L'avenir est dans les œufs ou il faut de tout pour faire un monde d'Eugène Ionesco, théâtre de la Gaîté-Montparnasse
- 1962 : Le Tableau d'Eugène Ionesco, théâtre de l'Œuvre
- 1962 : Amédée ou Comment s'en débarrasser d'Eugène Ionesco, théâtre de l'Ambigu
- 1962 : Biedermann et les incendiaires de Max Frisch, théâtre Récamier
- 1963 : La Femme sauvage ou Le Cadavre encerclé de Kateb Yacine, théâtre Récamier
- 1963 : Si Camille n'était conté de Roland Dubillard, théâtre de Lutèce
- 1964 : Comédie de Samuel Beckett, théâtre du Pavillon de Marsan
- 1965 : La Tragédie du roi Christophe d'Aimé Césaire, Odéon-théâtre de France
- 1966 : Comédie de Samuel Beckett, Odéon-théâtre de France
- 1966 : La Soif et la faim d'Eugène Ionesco, Comédie-Française
- 1966 : Va et vient de Samuel Beckett, Odéon-théâtre de France
- 1967 : Les ancêtres redoublent de férocité de Kateb Yacine, TNP théâtre de Chaillot
- 1967 : Une saison au Congo d'Aimé Césaire, La Fenice, théâtre de l'Est parisien
- 1968 : L'Otage de Paul Claudel, Comédie-Française
- 1968 : Les Rosenberg ne doivent pas mourir d'Alain Decaux, Tréteaux de France
- 1968 : Drôle de baraque d'Adrienne Kennedy, Odéon-théâtre de France
- 1968 : Uhuru d'après Aimé Césaire et Kateb Yacine, théâtre de l'Hôtel de Ville du Havre
- 1968 : Arc-en-ciel pour l'Occident chrétien de René Depestre, théâtre de la Cité internationale
- 1968 : Les Rosenberg ne doivent pas mourir d’Alain Decaux, Tréteaux de France, 1969 : théâtre de la Porte-Saint-Martin
- 1969 : Comédie de Samuel Beckett, théâtre de Poche Montparnasse
- 1969 : Le Pain dur de Paul Claudel, Comédie-Française
- 1969 : Une tempête d'Aimé Césaire d'après William Shakespeare, théâtre de l'Ouest parisien, théâtre de la Cité internationale
- 1970 : La Mort de Bessie Smith d'Edward Albee, théâtre du Midi
- 1971 : Amédée ou Comment s'en débarrasser d'Eugène Ionesco, Poche Montparnasse
- 1971 : Béatrice du Congo de Bernard Dadié, Festival d'Avignon
- 1972 : Le Printemps des bonnets rouges de Paol Keineg,  théâtre de la Tempête

## Télévision
- 1956 : En votre âme et conscience, épisode L'Affaire de Bitremont de Jean Prat et Claude Barma
- 1957 : En votre âme et conscience, épisode : L'Affaire Landru de Jean Prat